# King of California
King of California is een Amerikaanse tragikomische film uit 2007 onder regie van Mike Cahill, die zelf het scenario schreef. In beide ambachten was dit zijn debuut.

## Verhaal
De zestienjarige Miranda heeft al vroeg voor zichzelf moeten leren zorgen nadat ze door haar moeder verlaten werd, terwijl haar vader Charlie in een psychiatrische inrichting zat. Na zijn ontslag uit de inrichting is Charlie ervan overtuigd dat hij de vindplaats weet van een verborgen schat uit de zeventiende eeuw. Hij leidt dit af uit de dagboeken van de Spaanse ontdekkingsreiziger Juan Florismarte Torres. Charlie laat zich in zijn zoektocht nergens door tegenhouden.

## Rolverdeling
- Michael Douglas, als Charlie
- Evan Rachel Wood, als Miranda
- Willis Burks II, als Pepper
- Laura Kachergus, als Rita
- Paul Lieber, als Doug
- Kathleen Wilhoite, als Kelly
- Greg Davis Jr., als Joseph
- Mousa Kraish, als Bruce
- Max Grodénchik, als Leonid
- Anna Khaja, als officier Contreras